# Jeune Homme
Jeune Homme ist ein Film von Regisseur Christoph Schaub mit Matthias Schoch in der Hauptrolle, gedreht im Mai/Juni 2005 in Zürich und Genf in der Schweiz. Free-TV Premiere hatte der Film am 30. September 2007.

## Handlung
Jeune Homme erzählt die Geschichte von Sebastian Zollweger (Matthias Schoch), einem 18-jährigen Deutschschweizer, der sich aus Protest gegen das biedere Elternhaus im Welschland als Aupair bewirbt. Seine scheue und etwas ungeschickte Art sorgt zu Beginn für viele komische Situationen. Dazu kommt, dass Sebastian kaum Französisch kann. Ausserdem avanciert Sebastian bald für die ältere Nachbarin (Nathalie Grandhomme) zum sexuellen Objekt der Begierde. Sein einziger Bezugspunkt ist das Baby Mahaut. Doch eigentlich hat er sich in die wunderschöne Kunststudentin Elodie (Jennifer Decker) verliebt, die an ihm aber höchstens als Aktmodell interessiert ist. Dies, seine Ungeschicktheit im Haushalt und die Turbulenzen in der Gastfamilie bringen Sebastian an den Rand der Verzweiflung. Er lässt sich auf ein sexuelles Abenteuer mit der Nachbarin ein. Das verkompliziert die Lage jedoch nur. Sebastian will nur noch heim. Der Gastvater Hugues (Didier Flamand) überredet ihn jedoch, noch ein Wochenende zu bleiben, damit er mit seiner Frau Madeleine (Alexandra Vandernoot) wegfahren könne. Als Aufgabe wird ihm das Bügeln der gesamten Wäsche aufgetragen. Am nächsten Tag macht sich Sebastian an die Arbeit. Völlig unerwartet betritt Elodie die Szene. Sebastian ist hingerissen und es stellt sich heraus, dass sie Hugues’ Tochter aus erster Ehe ist. Plötzlich sieht die Welt für Sebastian wieder rosig aus, denn er sieht eine Chance, an Elodie heranzukommen. Nun setzt er alles daran, den Haushalt in Ordnung zu bringen, um bei der Gastfamilie bleiben zu können. Auch mit der Nachbarin schliesst er ab. Durch seine offenherzige Art gelingt es ihm nicht nur, die Probleme der Gastfamilie zu beseitigen, sondern auch die hübsche Elodie zu bekommen, "l'élue de son coeur".

## Kritiken
- "Sex, interkulturelles Zusammenleben und die neuen Geschlechterrollen. Zu all diesen Themen hat der Film etwas Schlaues zu sagen, ohne dass der Witz dabei auf der Strecke bleibt. […] Hauptdarsteller Matthias Schoch ist eine Entdeckung als junger Mann auf dem Weg vom letzten Pickel zum ersten Bartstoppel. […] Jeune Homme ist eine gesamtschweizerische Komödie, die sowohl im französischen als auch im deutschen Teil des Landes für lustig befunden werden kann. Und wem dieses Kunststück gelingt, dem sollte auch ein internationaler Publikumserfolg gegönnt sein!" - outnow.ch

- "Christoph Schaub inszeniert die luftig-harmlose Sonntagabend-Geschichte, zu der die Chansons des frankophilen Michael von der Heide sehr schön passen, mit leichter Hand. Er setzt auf Situations- und Sprachkomik, in beidem aber auf die leisen Töne. Eine positive Überraschung ist der Winterthurer Matthias Schoch in seiner ersten Filmrolle." - Der Bund

- "Was das Fernsehen mit seiner Soap Lüthi & Blanc so krampfhaft versuchte, aber nicht schaffte, gelingt Schaub relativ locker – er lässt den vielbeschworenen Papiertiger «Idée suisse» zu bewegten Bildern werden." - Berner Zeitung

- "Matthias Schoch spielt die Figur des Sebastian sehr glaubwürdig. Man nimmt ihm die Wandlung vom unsicheren Muttersöhnchen zum selbstbewussten jungen Mann in jeder Hinsicht ab." - cineman.ch

- "In der Situationskomik überzeugt Jeune homme nämlich mit Originalität und auch mit nuancierten Zwischentönen. […] So ist aus Jeune homme ein atypischer Schweizerfilm über die typische Schweiz geworden: Die Komödie hat Charme und Leichtigkeit." - zisch.ch

- "Der Regisseur schafft es in seinem neuen Film nicht nur, die Geschichte eines jungen Mannes auf dem Weg ins Erwachsenenleben witzig und zugleich feinfühlig zu erzählen. Er schöpft auch aus der Komik der Figuren und führt sie mit feiner Hand durch den leichtfüssigen Film, der aber auch den Tiefgang nicht vermissen lässt." - Zürcher Unterländer

- "Jeune Homme ist gediegenes frankophones Ensemblekino, das in seiner umfassenden Gefälligkeit so sympathisch wirkt wie das klapprige Französisch, das Sebastian anfangs zusammenstammelt." - Züritipp

- "Erstaunlich unprätentiös gelang Christoph Schaub (Sternenberg) mit seinem neuen Film Jeune Homme eine effektvoll-romantische Jugend-Herzblut-Komödie, frisch von der Leber weg. Der Film spielt nicht nur locker mit den Problemen und der Überwindung des Röstigrabens, sondern setzt auch die psychologischen Akzente der Figuren mit präziser ironischer Beiläufigkeit" in Szene - Die Weltwoche